# Gevherhan (córka Ahmeda I)
Gevherhan (osmańskoturecki: گوھرخان سلطان; ur. ok. 1608, zm. 1660) – księżniczka osmańska, córka Ahmeda I (panował w latach 1603–1617) oraz jego ulubionej nałożnicy Kösem. Bratanica Mustafy I (1617–1618 i 1622–1623), siostra sułtanów: Osmana II (1618–1622), Murada IV (1623–1640) i Ibrahima I (1640–1648).

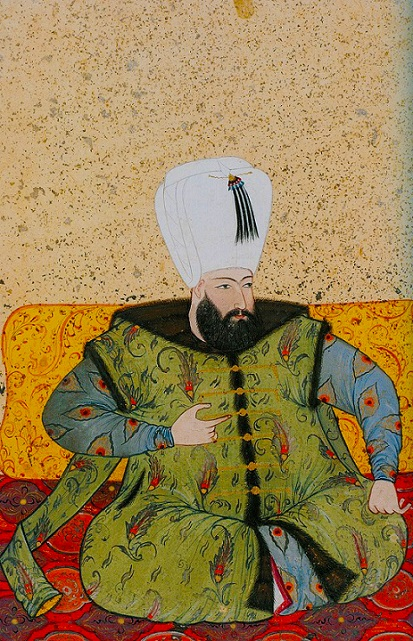
Ojciec Gevherhan, Ahmed I

## Życiorys
Urodziła się około 1608 roku w Stambule, była córką sułtana Ahmeda I i Kösem.
W 1619 roku wyszła za mąż za Öküz Mehmeda Paszę, po którego śmierci została wdową, następnie wyszła za Topal Recepa Paszę, którego również przeżyła, ponieważ zmarł w 1632 roku. Po jego zgonie sułtanka miała ponownie wyjść za mąż, tym razem za Siyavuşa Paszę, który nie dożył ceremonii ich ślubu.
Gevherhan prawdopodobnie miała syna i córkę. Zmarła w 1660 roku w Stambule.